# Coucal des papyrus
Centropus cupreicaudus
Espèce
Statut de conservation UICN

 LC  : Préoccupation mineure
Le Coucal des papyrus (Centropus cupreicaudus) est une espèce d'oiseaux de la famille des Cuculidae.
Son aire s'étend notamment à travers le miombo.
D'après le Congrès ornithologique international, c'est une espèce monotypique (non subdivisée en sous-espèces).